# Les Infournas
Les Infournas foi uma comuna francesa na região administrativa da Provença-Alpes-Costa Azul, no departamento de Altos-Alpes. Estendia-se por uma área de 8,69 km². Em 2010 a comuna tinha 28 habitantes (densidade: 3,2 hab./km²).
Em 1 de janeiro de 2013, passou a formar parte da comuna de Saint-Bonnet-en-Champsaur.